# 小行星5152
小行星5152（英語：5152 Labs）是一颗围绕太阳公转的小行星。1931年10月18日，卡尔·威廉·雷睦斯在海德堡发现了此天体。
这颗小行星的绝对星等为39.2442649829976等。